# Corps Marchia Berlin
Das Corps Marchia Berlin ist die älteste Studentenverbindung in Deutschlands Hauptstadt. Sie ist Mitglied des Berliner Senioren-Convents und steht von jeher zu Mensur und Couleur. Es vereint Studenten und Alumni der Humboldt-Universität zu Berlin, der Freien Universität Berlin und der Technischen Universität Berlin. Der Name Marchia bezieht sich auf die Mark Brandenburg.

## Couleur und Sprüche
Die „Märker“ tragen die Farben orange–weiß–gold mit goldener Perkussion. Die Füchse tragen ein Band in den Farben orange–weiß–orange, ebenfalls mit goldener Perkussion. Dazu wird eine orangefarbene kleine Mütze (Hinterhauptcouleur) getragen. Die Kneipjacken sind schwarz mit einer orange-weiß-goldenen Kordelierung.
Die Farbe Orange bezieht sich auf Luise Henriette von Oranien, die Ehefrau des Kurfürsten Friedrich Wilhelm von Brandenburg („Großer Kurfürst“).
Das Corps hat den Wahlspruch „Vir fortis contemnit mortem!“ („Der mutige Mann verachtet den Tod!“) sowie die beiden Wappensprüche „Virtute pauci magna valent!“ („Wenige vermögen durch Tapferkeit viel!“) und „Sola mors foedus solvit!“ („Nur der Tod löst den Bund!“).

## Grundsätze
Gemäß den Grundsätzen seines Dachverbands, des Kösener Senioren-Convents-Verbands (KSCV), vertritt auch das Corps Marchia das Toleranzprinzip. Das bedeutet, dass das Corps eine neutrale Haltung zu politischen Themen einnimmt und als Personenvereinigung keine einheitliche politische Richtung vertritt. Das einzelne Corpsmitglied kann sich unabhängig davon privat politisch betätigen. Außerdem kann jeder an einer Berliner Hochschule immatrikulierte männliche Student ungeachtet von Ethnie, Nationalität oder Religion Mitglied des Corps werden.

## Geschichte

### Anfänge in Frankfurt an der Oder (1786–1810)
Als offizielles Stiftungsjahr des Corps Marchia wird 1810 geführt. Seine Wurzeln reichen jedoch rund 25 Jahre weiter zurück. Als Opposition zu den damals bestehenden Studentenorden an der Brandenburgischen Universität Frankfurt riefen mehrere frühere Ordensangehörige unter der Führung des späteren Kriegsrats Grothe am 3. Juli 1786 eine Reformverbindung ins Leben, die sich mit wachsender Mitgliederzahl auf der Grundlage der landsmannschaftlichen Herkunft in die Kränzchen der Preußen, Pommern, Schlesier und Märker aufspaltete. Die personalschwachen Pommern schlossen sich 1800 an die Märker an und bildeten mit ihnen das märkisch-pommersche Kränzchen (auch als märkisch-pommersche Verbindung bezeichnet). Eine frühe Fassung einer Constitution aus dem Jahr 1802 belegt den Organisationsgrad in dieser Zeit und deren Abgrenzung zu den älteren Orden. Die Aufhebung der Universität Halle 1806 führte wieder zu einem vermehrten Zuzug von pommerschen und märkischen Studenten nach Frankfurt, sodass sich die beiden Gruppen wieder trennten. Die Aufspaltung wurde am 16. November 1807 vollzogen. Am folgenden Tag konstituierte sich das märkische Kränzchen neu.

### Umzug nach Berlin und frühe Jahre 1810 bis 1837

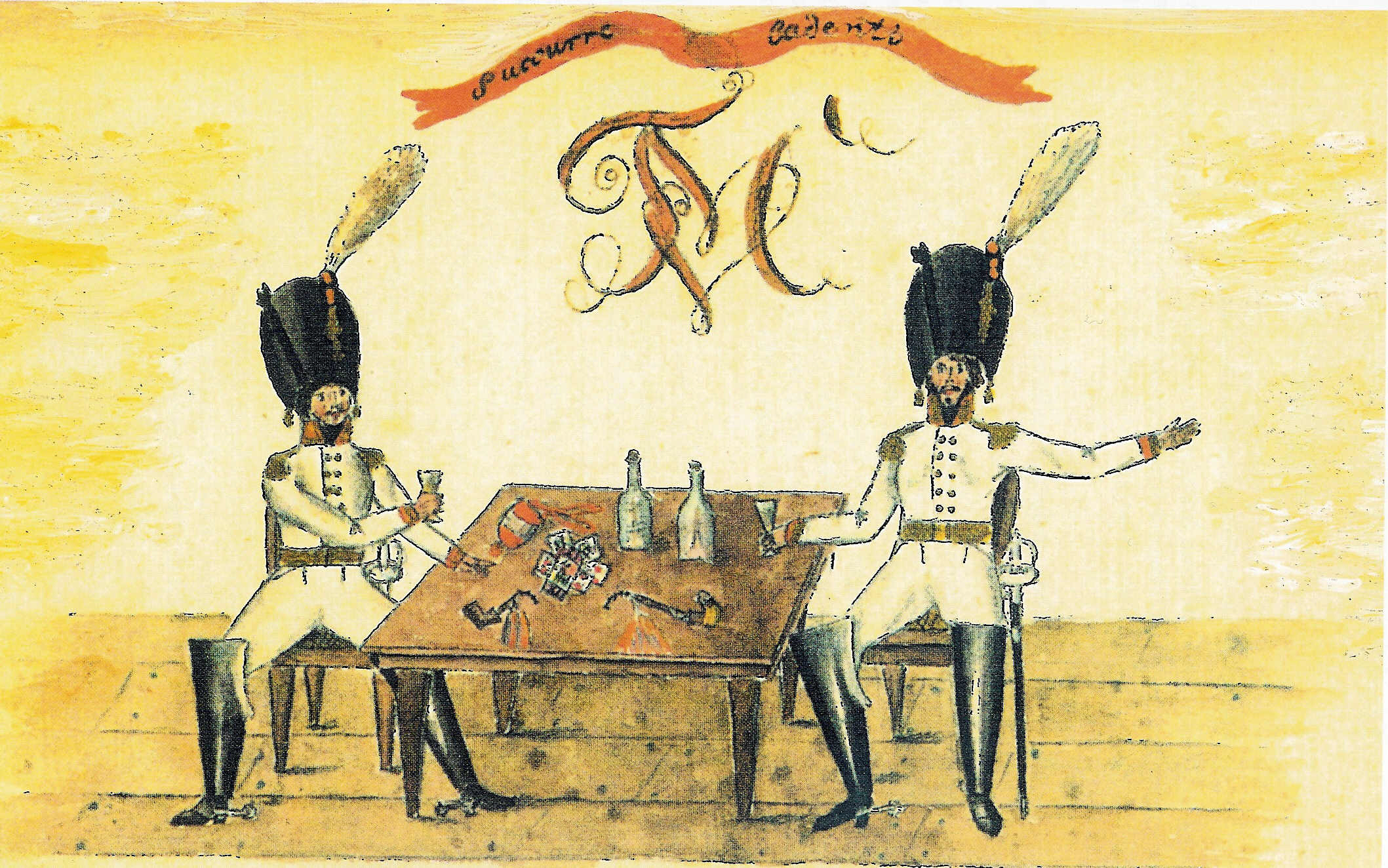
Frankfurter und Berliner Märker 1811

1810 wurde die Universität Berlin neu gegründet. Einige von Frankfurt nach Berlin übergesiedelte Angehörige des märkischen Kränzchens stifteten 1810 in Berlin ebenfalls eine Marchia, die jedoch nicht von allen Frankfurter Märkern anerkannt wurde und sich deshalb im Herbst 1810 zunächst wieder auflöste. Am 26. November 1810 wurde sie mit Farben und Wahlspruch (Sucurre cadenti, deutsch: „Eile dem Fallenden zu Hilfe!“) der märkischen Verbindung in Frankfurt neu gestiftet. Auch die Frankfurter Uniform wurde explizit beibehalten. Nachdem die Frankfurter Universität im August 1811 aufgelöst und nach Breslau verlegt wurde und weitere Märker von Frankfurt nach Berlin wechselten, verschmolz sie im September 1811 mit den Resten der Frankfurter Märker. Die Kontinuität belegen auch Einträge im Stammbuch des Märkers August Hermann Klaatsch. Damit ist Corps Marchia die Gruppierung, die die studentischen Bräuche des 18. Jahrhunderts an die 1810 neu gegründete Universität brachte und dort etablierte. Sie ist die älteste Studentenverbindung Berlins.
Die kurz nach der Gründung des Corps ausgebrochenen Befreiungskriege brachten das Aktivenleben im Februar 1813 zum Erliegen, da sich die Märker geschlossen als Freiwillige zu den Waffen meldeten. Im Stammbuch der Märkischen Verbindung heißt es dazu: „Die Mitglieder der Verbindung waren am 17. Februar 1813 zum letzten Male unter dem Senior Peter Schmidt im Convent versammelt. Dem am 9. dieses Monats erfolgten Aufruf zur Verteidigung des Vaterlandes gemäß, wurde am 10. unsere Verbindung für aufgelöst erklärt und jeder, dem nicht Gesundheit fehlte, eilte den Hieber mit dem Schwerte zu vertauschen“. Nach der Rückkehr der meisten Mitglieder aus dem Feld nahm Marchia im November 1814 den Betrieb wieder auf. Die Fortsetzung der Kriegshandlungen 1815 unterbrachen den Aktivenbetrieb erneut bis April 1816. Unter dem Einfluss der burschenschaftlichen Bewegung kam es vom 9. März 1818 bis 24. Januar 1819 zu einer weiteren Suspension. Bei der Rekonstitution 1819 nahm Marchia die Farben orange-weiß und den Wahlspruch vires concordia firmat (deutsch: „Einigkeit stärkt die Kräfte.“) an. 1819 wird sie erstmals als Corps bezeichnet.
Die folgenden Jahre verliefen ausgesprochen wechselhaft für das Corps. So gründeten sich in den kommenden Jahren einige neue Landsmannschaften an der Berliner Universität und schlossen sich dem örtlichen Senioren-Convent an. Aber auch an anderen Universitätsstandorten gründeten sich immer mehr Verbindungen, die sich den Prinzipien der späteren Corps verpflichtet fühlten, teils unter Unterstützung von Berliner Märkern. So war der einzige der Stifter des Corps Saxo-Borussia Heidelberg, der vorher einer anderen Verbindung angehört hatte, Berliner Märker. In den Folgesemestern wurde auch einige weitere Märker bei Saxo-Borussia aktiv. 1821 schloss sich das Corps mit der 1819 gestifteten Landsmannschaft Thuringia zusammen, wobei den ursprünglichen Farben, orange und weiß, als dritte Farbe gold hinzugefügt wurde. Während dieser Jahre waren zwei der prominentesten Mitglieder Marchias, der spätere Oberbürgermeister von Berlin, Heinrich-Wilhelm Krausnick und der preußische Finanzminister und designierte Ministerpräsident Preußens, Albrecht Graf von Alvensleben aktiv.
Wegen des Verbots studentischer Verbindungen in den Karlsbader Beschlüssen konnte der Aktivenbetrieb nur noch mehr oder weniger geheim stattfinden. Im Jahr 1822 sah sich das Corps erneut zur Auflösung gezwungen. Unter dem Druck der Exekutive konnte man nur noch verdeckt agieren, und der Geist der Corps wurde in sogenannten Bierkönigreichen weitergelebt. Die Angehörigen der Marchia schlossen sich zunächst dem Bierkönigreich der Joachimsthaler an, aus dem auch ein wenig erfolgreicher Versuch einer Rekonstitution des Corps im Verborgenen erfolgte, der 1828 an der Wachsamkeit der Behörden scheiterte. Anschließend sammelte man sich im Bierkönigreich Flandern und Brabant, aus dem 1838, begünstigt durch die Entspannung des politischen Klimas, die Marchia neu gegründet werden konnte. Dieses Jahr wurde bis 1919 auch als Gründungsjahr des Corps geführt und es entstand ein Vorgänger des heutigen Corpswappens, sowie der bis in die Gegenwart verwendete Zirkel.

### Das Corps von 1838 bis 1914

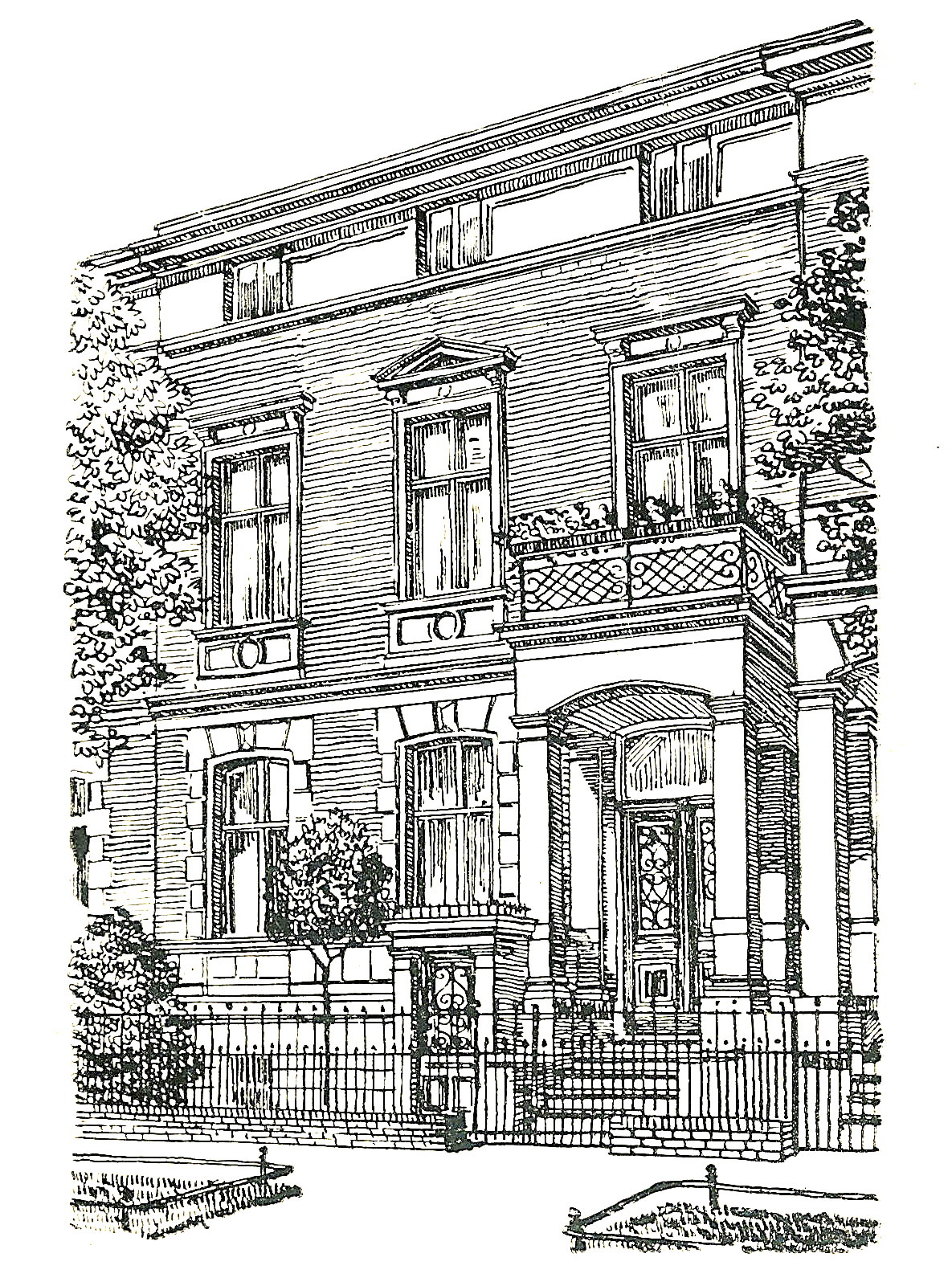
Früheres Haus des Corps Marchia um 1910, Englische Straße 14

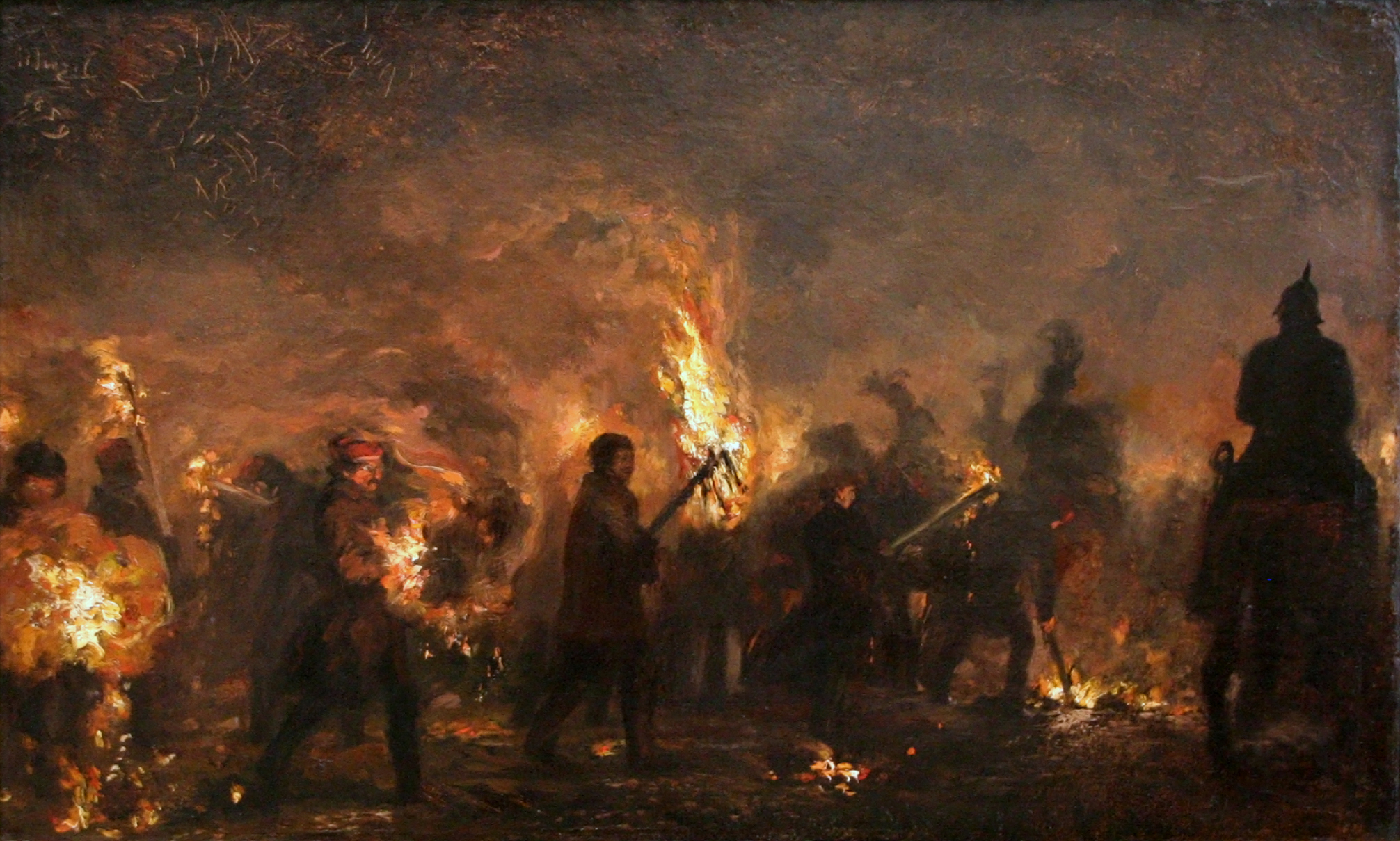
Berliner Märker auf Adolph von Menzels Studentenfackelzug (1859)

In den kommenden Jahren bis circa 1860 gab es starke Auf- und Abwärtsbewegungen in den Aktivenzahlen und das Corps musste aus Nachwuchsmangel wiederholt für wenige Semester schließen, so von Juni 1840 bis Juli 1852, Wintersemester 1845 bis November 1848 und von 1854 bis November 1855 sowie zuletzt 1870/71. An der Rekonstitution von 1848 war der Jenenser Thüringer Felix Freiherr von Stein maßgeblich beteiligt. Die Rekonstitution von 1871 geschah im Wesentlichen durch drei Angehörige der Rhenania Heidelberg, die von 1868 bis 1873 offizielle Beziehungen zu Marchia unterhielt. Das 50. Universitätsjubiläum der Friedrich-Wilhelms-Universität wurde im Oktober 1860 unter Einbeziehung der studentischen Verbindungen, darunter Marchia als ältester Berliner Verbindung an hervorgehobener Stelle mit großem Programm und Festumzug, einem abendlichen Fackelzug sowie einem von der Stadt Berlin finanzierten studentischen Kommers im Exercierhaus des Kaiser-Franz-Garde-Grenadier-Regiments Nr. 2 am heutigen Heinrich-Heine-Platz gefeiert.
Auch andere auswärtige Kontakte kamen in dieser Phase zustande, darunter Kartelle mit Palatia Bonn, Guestphalia Halle, Marchia Breslau und Thuringia Jena. Das älteste, 2012 noch existierende Verhältnis der Marchia, das heutige Kartell mit Rhenania Tübingen, wurde 1861 als Freundschaftsverhältnis abgeschlossen. Auch mit weiteren Corps, die dem später entstandenen blauen Kreis zugeordnet werden, wurden Verhältnisse aufgenommen, so zu Masovia Königsberg und Guestfalia Greifswald. Außer Rhenania Heidelberg schlossen weitere Corps, die heute anderen Verhältniskreisen angehören oder als „kreisfrei“ gelten, wie Suevia München und Hasso-Nassovia in diesen Jahren Beziehungen zu Marchia ab.
Im Jahr 1873 kam es zu einer Entfremdung zwischen Marchia und den Verhältniscorps und das Corps musste erneut den aktiven Betrieb einstellen. Diese Suspension dauerte bis ins Jahr 1889 an. Bei der Rekonstitution beteiligten sich neben den vorher Genannten, noch mehr dem zwischenzeitlich entstandenen blauen Kreis zugehörige Corps wie Lusatia Leipzig, Rhenania Freiburg und Teutonia Marburg. In den darauffolgenden Jahren bis zum Beginn des Ersten Weltkriegs stiegen die Aktivenzahlen stetig und zahlreiche Verhältnisse zu weiteren Corps des blauen Kreises kamen zustande.
Im Jahr 1909 erwarb Marchia als erstes Berliner Corps ein eigenes Corpshaus in der Englischen Straße in Charlottenburg, in der sich später rund zwanzig weitere Korporationen ansiedelten. Die allgemeine Kriegsbegeisterung bei Ausbruch des Ersten Weltkrieges führte zur erneuten Beendigung des Aktivenbetriebs des Corps, als sich zahlreiche Märker freiwillig zum Kriegsdienst meldeten.

### In der Weimarer Republik
Im Dezember 1918 erfolgte die Wiedereröffnung der Marchia. Durch einen Beschluss des Kösener Congresses 1919 durfte die Marchia, nachdem unter anderem das Stammbuch aus Frankfurt als historischer Nachweis angeführt worden war, ihr Stiftungsdatum auf den 26. November 1810 zurückdatieren. Dieses Datum wird bis heute als offizielles Stiftungsdatum geführt. Auf den Antrag auf Rückdatierung auf das Jahr 1786, also die Gründung des Kränzchens in Frankfurt, wurde offiziell mit der Begründung verzichtet, man wolle sich nicht älter als seine alma mater, die 1810 gegründete Berliner Universität machen.
Die Zeiten der Weimarer Republik waren für die Berliner Corps, so auch für Marchia, die Phase mit den höchsten Zahlen an Aktiven und Verkehrsgästen. So verfügte Marchia im Jahre 1928 über 23 Aktive und konnte 12 Receptionen verzeichnen. Die meisten Mitglieder gab es in den Jahren 1928/29 mit 29 Aktiven und 11 und 15 Receptionen. 1929 waren 42 Mitkneipende Corpsstudenten (MC) und 53 Verkehrsgäste (VG) bei Marchia gemeldet, 1933 35 MC und 85 VG. Damit war Marchia zu dieser Zeit das stärkste Corps des Berliner Senioren-Convent. Infolge dieses Anstiegs wurde das Haus in der Englischen Straße zu klein. Im März 1928 erwarb das Corps das in den 1880er Jahren errichtete Anwesen Siegmundshof 17 in unmittelbarer Nähe des Bahnhofs Tiergarten.

### Während des Nationalsozialismus 1933 bis 1942
Die Zeit des Nationalsozialismus führte bei Marchia zu tiefgehenden, inneren Auseinandersetzungen. So gab es eine Anzahl von Befürwortern des Nationalsozialismus, aber auch Gegner. Nachdem 1933 auf starken Druck des Regimes hin und nach heftigem Streit im Dachverband das Führerprinzip eingeführt worden war, geschah dies 1935 auch bei Marchia. Im Jahr 1936 plante die NSDAP weitere Repressionen gegen die Mitglieder noch existierender studentischer Korporationen. Um die verbliebenen Corpsbrüder zu schützen und ihnen Gewissenskonflikte zu ersparen, beschloss Marchia am 1. März 1936 die endgültige Auflösung. Das Haus der Marchia musste im Jahre 1938 verkauft werden.
In den Jahren 1937 und 1938 lebte kurzzeitig, wie schon während der Zeiten der Unterdrückung durch die Karlsbader Beschlüsse, das Bierkönigreich Flandern und Brabant auf, hatte aber keine lange Lebensdauer. In den Jahren 1941/42 gab es eine Neomarchia unter der Schirmherrschaft einiger weniger Alter Herren des Corps; die Mehrzahl empfand das Risiko gegen die Verbote zu verstoßen als zu groß. Dennoch wurden auf deren Farben Mensuren gefochten. Sie war hauptsächlich an der Militärärztlichen Akademie beheimatet, deren Kommandeur – selbst Corpsstudent – im Hinblick auf die verbotenen Aktivitäten beide Augen verschloss. Ein junger Assistenzarzt, der aus der Führung der Hitlerjugend kam und überzeugter Nationalsozialist war, erfuhr von dem neuerlichen Auftreten der Marchia und denunzierte diese beim Kommandeur, unter der Androhung Meldung nach weiter oben zu machen, sollte der Betrieb nicht eingestellt werden. In Anbetracht dessen konnte auch der Kommandeur das Corps nicht mehr dulden und Neomarchia musste sich auflösen.
In den anschließenden Kriegswirren gingen zahlreiche wertvolle Traditionsgegenstände Marchias verloren. Darunter war auch das Stammbuch der Märkischen Verbindung, von dem heute nur noch Faksimile einiger weniger Seiten, zwei auszugsweise Abschriften sowie die Passagen, die in der 1919 von Albert Marth herausgegebenen Corpsgeschichte der Marchia zitiert werden, erhalten sind. Andere Gegenstände, wie eine mutmaßlich aus dem Jahr 1848 stammende Prunkfahne, das erste Corpswappen als Ölgemälde von circa 1840, sowie zahlreiche Bilder und Lithografien überstanden den Krieg in der Obhut von Alten Herren, die die Gegenstände in Sicherheit gebracht hatten. Das zu diesem Zeitpunkt bereits verkaufte ehemalige Corpshaus im Siegmundshof wurde zerstört.

### Von der Rekonstitution bis ins 21. Jahrhundert

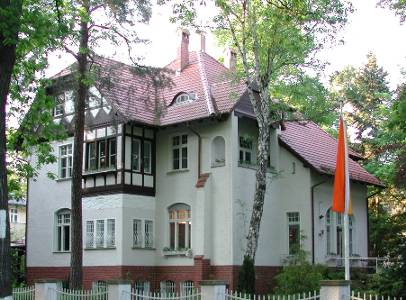
Märkerhaus in Dahlem

Nach Ende des Krieges konnte 1948 mit der Gründung der Freien Universität die Voraussetzung für die Wiederaufnahme eines Aktivenbetriebs im Westsektor der geteilten Stadt Berlin geschaffen werden. Unter den Unterzeichnern des Gründungsaufrufs befand sich der FDP-Politiker und Märker Carl-Hubert Schwennicke, der aufgrund seiner Verdienste um Marchia mit der Ehrenmitgliedschaft ausgezeichnet wurde.
Im Jahr 1951 beschloss man die Wiederaufnahme des Corpsbetriebs, wobei zunächst eine Rekonstitution des Corps an einer Universität im Rheinland befürwortet wurde. Als einer der Gründe wurde vor allem die nicht absehbare Zukunft der eingeschlossenen Stadt Berlin genannt. Letztlich entschied die Mehrheit der Corpsangehörigen für eine Rückkehr nach West-Berlin. Dort konnte 5. Mai 1951 offiziell rekonstituiert werden.
Nachdem 1952 mit Marchias Unterstützung auch das Corps Borussia wieder eröffnet worden war, kehrte im Sommersemester 1953 auch das Corps Normannia nach Berlin zurück und die vormaligen Corps Vandalia und Teutonia rekonstituierten als Corps Vandalia-Teutonia, sodass der Berliner Senioren-Convent wieder aus vier Corps bestand. Im Jahr 1953 konnte Marchia auch ein neues Corpshaus in der Thielallee beziehen, bevor 1957 die Villa Drimborn in der Bernadottestraße 68, die bis heute Sitz des Corps ist, gekauft wurde. Seit 2010 steht das Anwesen unter Denkmalschutz.
Nach dem Bau der Berliner Mauer beteiligten sich Mitglieder der Marchia an Fluchthilfe. Die wohl bekannteste Aktion unter Beteiligung mehrerer Märker stellen die Ereignisse um den Tunnel 57 dar. Dabei kam ein DDR-Grenzpolizist während eines Schusswechsels ums Leben. Der Todesfall wurde von der DDR-Propaganda ausgiebig aufgegriffen. Der vermeintliche Todesschütze Christian Zobel war Mitglied der Marchia.
Seit der Rekonstitution 1951 findet bei Marchia ein durchgehender Aktivenbetrieb statt, so dass 2010 das 200. Stiftungsfest der ältesten Korporation Berlins begangen werden konnte. Ebenfalls im Jahr 2010 wurde unter der Schirmherrschaft Marchias von vier Schülern verschiedener Berliner Gymnasien das Pennalcorps Iuventa gegründet, das zwar organisatorisch unabhängig, der Marchia aber in enger Freundschaft verbunden ist. Diese Schülerverbindung trägt heute die ursprünglichen Farben der Marchia, orange und weiß. Marchia ist das derzeit größte Kösener Corps Berlins.

## Verhältniscorps

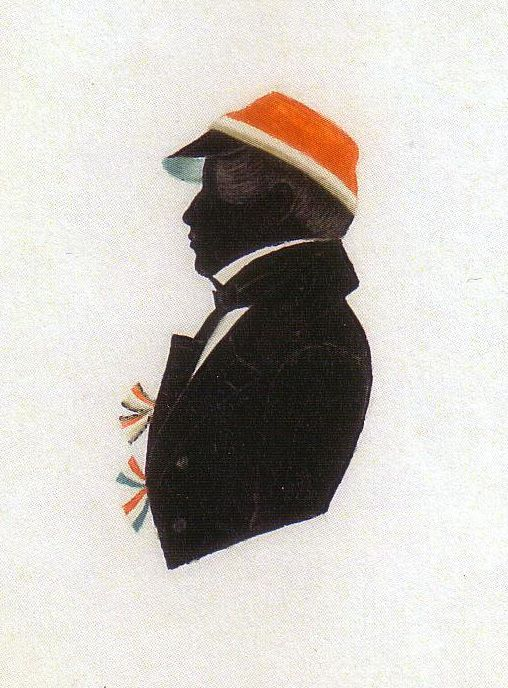
Fridolin Thiel (1845)

Marchia pflegt, bis auf eine Ausnahme, Onoldia Erlangen (lediglich angegliedert), ausschließlich Verhältnisse zu blauen Corps.

### Kartelle
- Corps Rhenania Tübingen
- Corps Guestfalia Greifswald
- Corps Isaria
- Corps Austria Frankfurt am Main
- Corps Guestphalia Bonn
- Corps Palaiomarchia-Masovia Kiel

### Befreundete
- Corps Palatia-Guestphalia, Freiburg
- Corps Moenania, Würzburg
- Corps Lusatia Leipzig
- Corps Rheno-Guestphalia, Münster
- Corps Palaiomarchia, Halle
- Corps Onoldia, Erlangen
- Pépinière-Corps Franconia (suspendiert)
- Corps Rhaetia Innsbruck zu Augsburg

### Vorstellungsverhältnis
- Corps Suevia Prag (suspendiert)

## Bekannte Mitglieder

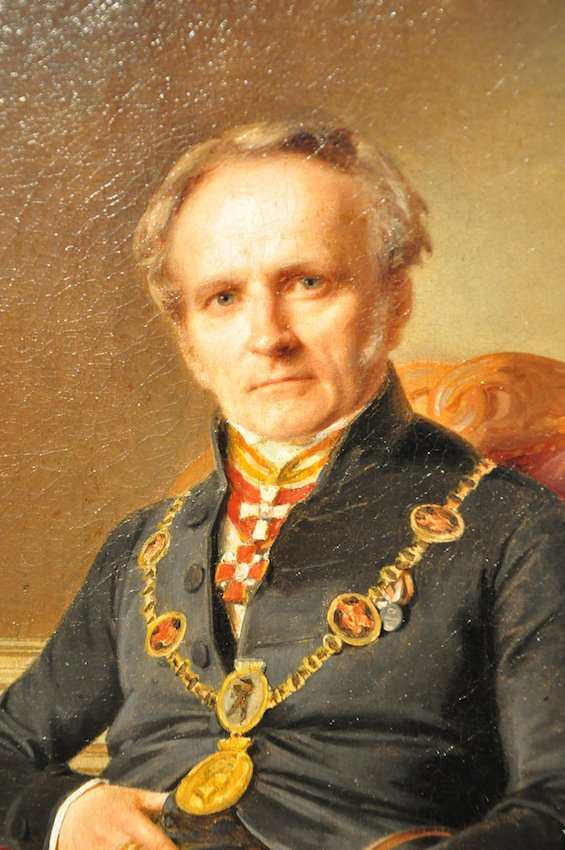
Oberbürgermeister Krausnick

- Albrecht Graf von Alvensleben (1794–1858), preußischer Finanzminister und designierter preußischer Ministerpräsident
- Maximilian Ardelt (1940–2025), deutscher Unternehmer
- Heinrich Alexander von Arnim (1798–1861), preußischer Staatsmann
- Friedrich Wilhelm Barthold (1799–1858), Historiker
- Christian Friedrich Bellermann (1793–1863), evangelischer Theologe
- Rudolf von Bitter der Jüngere (1846–1914), preußischer Kronsyndikus, MdHH
- Wilhelm von Brandenstein (1819–1894), Präsident des Oberlandesgerichts Naumburg, MdHH
- NN Breithaupt († 1870), Jurist, Mitglied der Zweiten Kammer des Preußischen Landtags
- Alwin Gustav von Coler (1831–1901), preußischer Generalstabsarzt
- Wilhelm Paul Corssen (1820–1875), Sprach- und Altertumsforscher
- Ehrenreich Eichholz (1807–1871), Journalist, Schriftsteller und Politiker
- Bernhard Endrulat (1828–1886), Lehrer, Historiker und Archivar
- Georg von Falkenhayn (1890–1955), Vorstand der Norddeutschen Hefeindustrie AG
- Julius Faucher (1820–1878), Journalist, Vertreter des Freihandels und Manchesterliberalismus
- Herbert Fox (1903–1993), Bergingenieur und Wirtschaftsführer
- Franz Gesellius (1840–1900), deutscher Arzt und Journalist
- August Geßler (1811–nach 1882), Jurist, Mitglied der Preußischen Nationalversammlung und des Erfurter Unionsparlaments, MdHdA
- Robert von Görschen (1829–1914), Wirtschaftsjurist
- Gustav von der Goltz (1831–1909), Landrat, Vizepräsident der Preußischen Oberrechnungskammer
- Heinrich Graeff (1800–1861), Rechtsanwalt, MdHdA
- Robert Hampe (1879–1940), Mitglied des Reichstages
- Justus Hecker (1795–1850), Mediziner und Medizinhistoriker
- Hugo Holthöfer (1883–1958), Präsident des Oberlandesgerichts Königsberg, FDP-Politiker
- Heinrich von Quintus Icilius (1798–1861), Mitglied der Frankfurter Nationalversammlung
- Benno Jaffé (1840–1923), Chemiker, Industrieller und Kommunalpolitiker, Ehrenbürger von Berlin-Charlottenburg
- Rudolf Jaffé (1885–1975), Pathologe
- Oskar von Joeden-Koniecpolski († 1901), Landrat in Schlochau
- Paul Jonas (1830–1913), preußischer Eisenbahndirektionspräsident, Vorstand der Deutschen Bank
- Bodo von Katte (1799–1876), Oberst, MdHdA
- Friedrich Wilhelm Krahn († 1883), Kreisgerichtsrat, MdHdA
- Heinrich Wilhelm Krausnick (1797–1882), Oberbürgermeister von Berlin, Mitglied des Preußischen Herrenhauses, Ehrenbürger von Berlin
- Adalbert Krüger (1832–1896), Astronom, Direktor der Sternwarte in Kiel
- Fritz Lademann (1886–1968), Richter am Reichsfinanzhof
- Richard Lepsius (1885–1969), Chemiker und Reichsrichter
- Wilhelm Mackeben (1892–1956), Deutscher Botschafter in Peru
- Richard Maß (1837–1917), Amtsgerichtsrat, MdHdA
- Georg von Massenbach (1799–1885), Rittergutsbesitzer, Mitglied des Provinziallandtags der Provinz Posen und des Erfurter Unionsparlaments, MdHdA
- Rudolf Meyer (1839–1899), sozialkonservativer Publizist
- Karl Leopold Michaelis (1822–1886), Landgerichtsrat, MdR, MdHdA
- Julius Rudolf von der Osten (1801–1861), Rittergutsbesitzer, Landrat in Pyritz
- Berthold Ostertag (1895–1975), Pathologe
- Felix Prentzel (1905–1993), Vorstandsvorsitzender der Degussa
- Siegfried von Quast-Radensleben (1842–1887), Erbherr auf Radensleben in Neuruppin, Landrat in Neuruppin, MdHdA
- Eitel-Friedrich Rissmann (1906–1986), Internist in Ost-Berlin
- Robert Rothe (1803–1893), preußischer Politiker, Mitglied der Frankfurter Nationalversammlung, Ehrenbürger von Halle/Saale
- Paul Saalfeld (um 1869–1911), Kreisdirektor in Köthen
- Karl Schlayer (1875–1937), Mediziner und Hochschullehrer
- Hugo Schottmüller (1867–1936), Arzt und Bakteriologe
- Paul Schröter (1898–1977), Verwaltungsjurist in der Bundesbahnverwaltung
- Carl-Hubert Schwennicke (1906–1992), FDP-Politiker, Mitbegründer der Freien Universität Berlin, Sekretär Gustav Stresemanns
- Wilhelm Seyberth (1849–1937), Geheimer Justizrat, MdHdA
- Karl Steinhart (1801–1872), Philologe
- Otto Steinmeyer (* 1883), Pneumologe
- Ernst Stephann (1847–1897), Rittergutsbesitzer und Politiker, MdR
- Franz Tourbié (1847–1910), Amtsrichter, sozialpolitischer Stadtrat in Berlin
- Karl von Wangenheim (1797–1853), Jurist und Politiker
- Rudolf Weber-Lortsch (1908–1976), Verwaltungsjurist und Bundesrichter
- Egbert Weiß (1931–2022), Richter am Kammergericht, Studentenhistoriker
- Gustav von Wulffen (1835–1889), Kreisdirektor in Zabern